# Charles Rigon
Pour les articles homonymes, voir Rigon.
Charles Rigon, né Gian Carlo Rigon le 3 janvier 1944 à Gallio en Italie, est un coureur cycliste français d’origine italienne.

## Biographie
Charles Rigon remporte notamment le contre-la-montre du Mont Faron en 1968 devant Jacques Anquetil. 
Il s'adonne également au cyclo-cross, en particulier pour éviter son allergie au pollen qu'il ne subit pas dans une discipline hivernale. Il termine en particulier 8e du championnat du monde 1971 dans cette spécialité.

### Famille
Son frère jumeau Francis Rigon a, lui aussi, été cycliste professionnel. Son neveu Franck Rigon a été un bon coureur amateur.

## Palmarès sur route
- 1961
  - 3e du Grand Prix de Cours-la-Ville

- 1962
  - 3e de Annemasse-Bellegarde-Annemasse

- 1963
  - Grand Prix du Faucigny
  - Polymultipliée lyonnaise amateurs
  - 3e du Grand Prix de France

- 1964
  - 2e de la Route de France

- 1965
  - 3e du Grand Prix de Saint-Symphorien-sur-Coise

- 1966
  - 2e du Grand Prix du Petit Varois
  - 2e du Grand Prix du Faucigny
  - 3e des Boucles du Bas-Limousin

- 1967
  - 2e du Grand Prix de Cours-la-Ville
  - 3e du Grand Prix du Faucigny
  - 3e du Circuit de la forêt de la Joux

- 1968
  - Grand Prix de Vougy
  - Course de côte du mont Faron (contre-la-montre)
  - Grand Prix de Saint-Symphorien-sur-Coise
  - Grand Prix de la Vallée verte
  - 3e du championnat de France des amateurs hors catégorie

- 1969
  - Circuit Gruet du Jura
  - Ronde du Carnaval
  - 3e du Grand Prix du Froid Caladois
  - 3e du championnat de France des amateurs hors catégorie

- 1970
  - Champion du Lyonnais

- 1971
  - Champion du Lyonnais

- 1972
  - Champion du Lyonnais

- 1973
  - Champion du Lyonnais

## Palmarès en cyclo-cross
- 1970-1971
  - 8e du championnat du monde de cyclo-cross